# زينة منصور
زينة منصور، ممثلة مصرية .

## عن حياته
لها العديد من الأعمال التلفزيونية والسينمائية .
و من مواليد سنه 1975 م

## من أعماله

### المسلسلات
- خارج السيطرة :2021
- ألوان الطيف
- الحكر
- شارع عبدالعزيز 2
- فيفا أطاطا
- خيبر
- طيري يا طيارة
- بنات x بنات

### الأفلام
- الخطيئة السابعة
- الزمهلاوية
- دكتور سيلكون
- امراة وامراة

### السيت كوم
- سمير وعيلته الكتير

## روابط خارجية
- زينة منصور على موقع الدهليز
- زينة منصور على موقع قاعدة بيانات الأفلام العربية